# 北見市立北中学校
北見市立北中学校（きたみしりつ きたちゅうがっこう）は、北海道北見市に所在する公立中学校。

## 沿革
- 1960年（昭和35年）11月25日 - 北見市立東陵中学校から分立して開校[1]。

## 出身著名人
- 藤澤五月（ロコ・ソラーレ）[2]
- 平田洸介

## アクセス
- 北海道北見バス 市内バス（緑ヶ丘団地線） 大通→北中学校（約17分）下車[3]